# Transado
Transado („Transportes Fluviais do Sado“) war eine portugiesische Reederei und ein Nahverkehrsunternehmen mit Sitz in Setúbal, das von 1976 bis 2007 Fähren über den Fluss Sado zwischen Setúbal und der Halbinsel Tróia im Liniendienst betrieb.

## Vorgeschichte, Gründung und Konzession

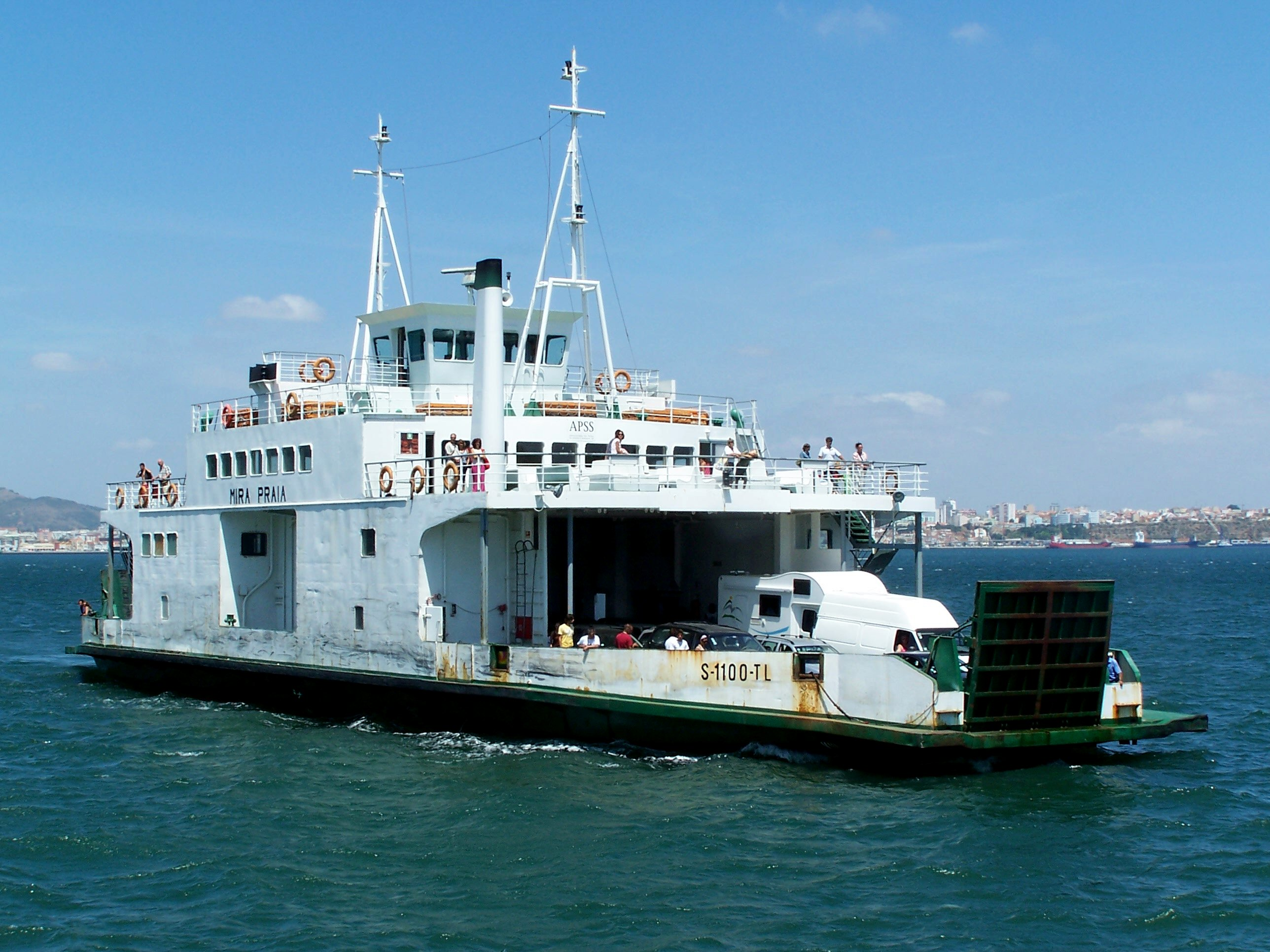
Die Mira Praia im August 2007

Nach der Nelkenrevolution von 1974 ordnete die neue portugiesische Regierung mit der Wirtschaft auch den öffentlichen Personennahverkehr neu, zu dem in Portugal auch die Fährlinien gerechnet werden. Für den Fährverkehr zwischen Setúbal und Tróia hatte das Betreiberunternehmen „Sociedade Turística Ponta do Adoxe“ zuvor ab 1971 vier Hovercraft-Boote (Typ HM.2 Mk.III) eingesetzt, die im Personenverkehr schnelle Verbindungen ermöglichten. Nach der Nelkenrevolution fehlten dem Betreiber jedoch die finanziellen Mittel, um Ersatzteile zu beschaffen. Die für den Fährverkehr verantwortliche Hafenverwaltung APSS – Administração dos Portos de Setúbal e Sesimbra vergab daher die Konzession an die Reederei Transado, die neben den Fährlinien auch Hafenschlepper und weitere Hafenfahrzeuge betrieb.

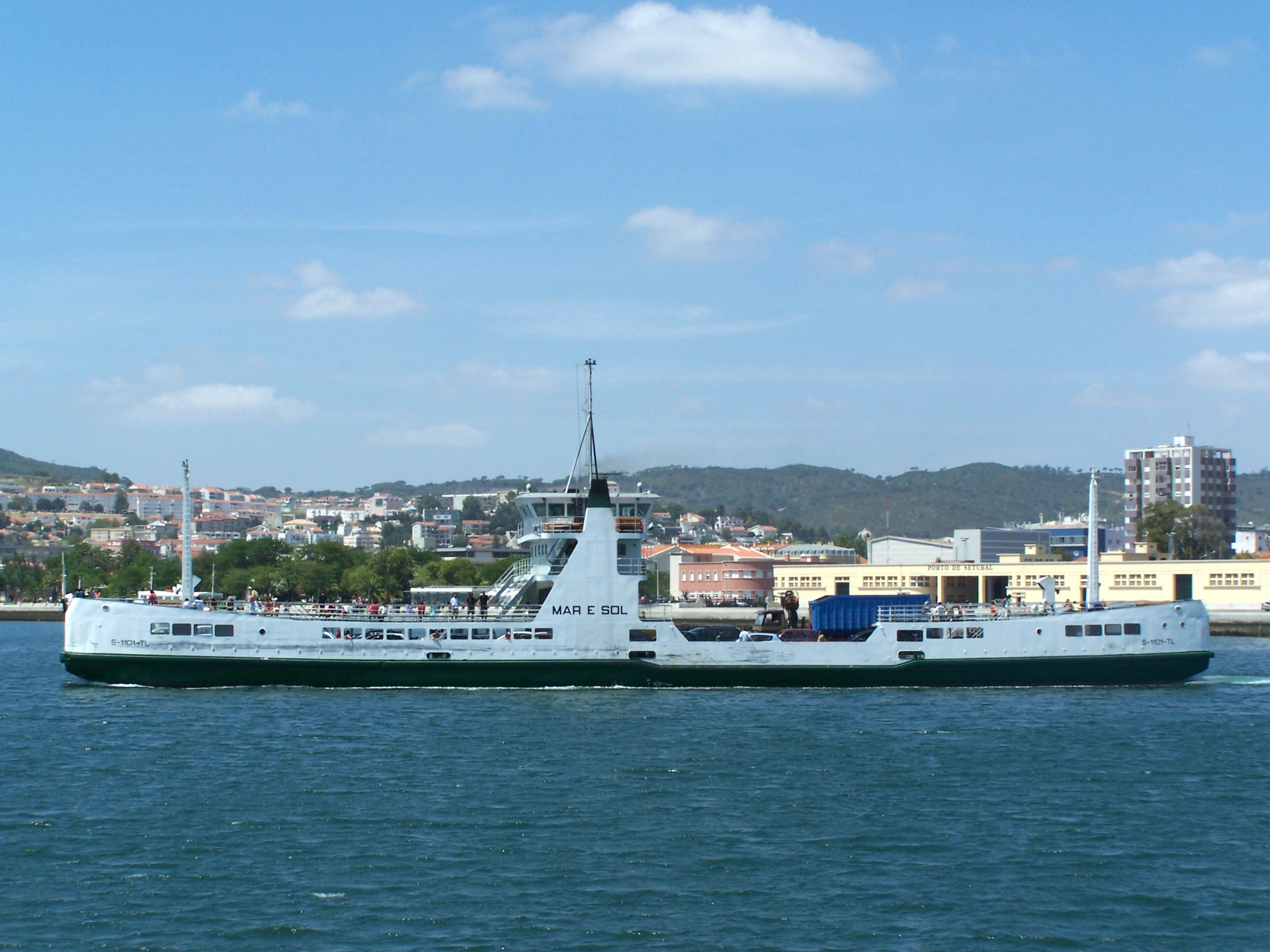
Die Mar e Sol im August 2007

Der Vertrag hatte eine Laufzeit über 25 Jahre, begann am 12. Februar 1976 und galt bis 4. August 2001. Die Leistungen beinhalteten den öffentlichen Transport von Passagieren, Fahrzeugen und Gütern im Mündungsgebiet des Sado zwischen Setúbal und Tróia und waren Bestandteil des Nahverkehrs in der Metropolregion Lissabon. Eine Linie diente ausschließlich dem Personenverkehr, die zweite Linie auch dem Fahrzeugverkehr. Während die Reederei das Personal beschäftigte, stellte die Hafenverwaltung die Fähren und die Infrastruktur, die Wartung erfolgte durch die Reederei. Die Tarife wurden durch die Reederei festgelegt, da die Konzession keine Subventionen beinhaltete.

## Betrieb und Ende der Fährlinien
Zum Einsatz kamen im Laufe der Jahre insgesamt sieben Fähren, davon waren fünf Doppelendfähren für die kombinierte Fahrzeug- und Personenbeförderung (Mira Praia, Mar e Sol, Mira Troia, Expresso und Rapido) sowie zwei Personenfähren (Recordação und Rio Azul). Die Fähren verkehrten zwischen Setúbal und Troia auf zwei Linien: Einmal die Autofähren zwischen dem Doca do Comércio in Setúbal und dem Cais Sul in Grândola sowie die Personenfähren zwischen dem Pier 3 in Setúbal und Ponta do Adoxe auf Tróia. Die Fähren verkehrten alle 30 Minuten und boten pro Tag rund 40 Verbindungen. Das Unternehmen beschäftigte im Jahr 2006 etwa 120 Mitarbeiter.

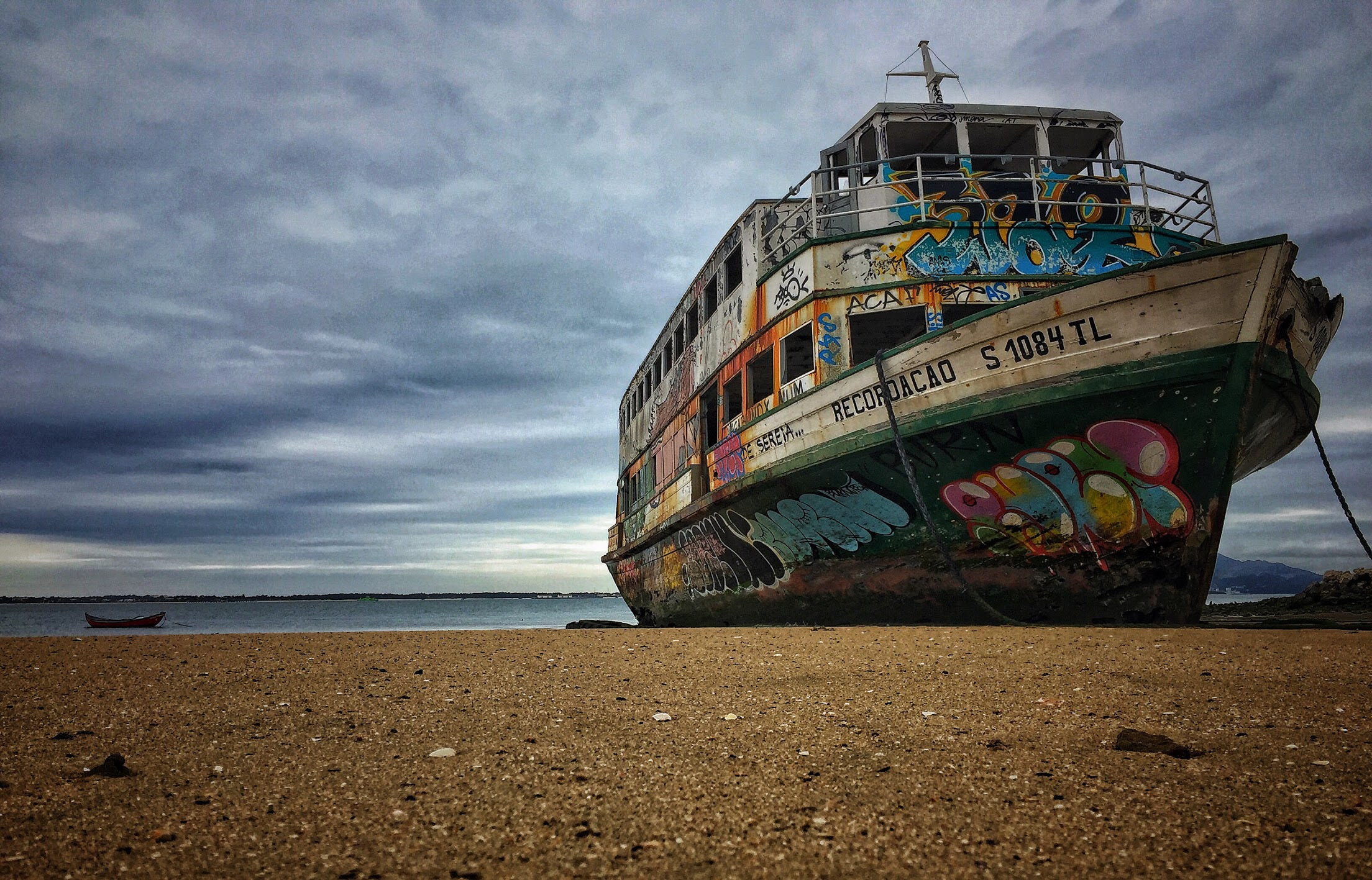
Die Recordação im April 2018

Etwa Ende der 1990er Jahre geriet die Reederei in eine finanzielle Schieflage: Für einen Bankkredit gab Transado die dem Auftraggeber gehörenden Schiffe als Sicherheit an. Steuerschulden und nicht abgeführte Sozialabgaben erhöhten den finanziellen Druck auf das Unternehmen. Alles zusammen führte zu einem Rechtstreit mit der Hafenverwaltung; diese verlängerte die 2001 auslaufende Konzession nur, um einen neuen Betreiber zu finden. Mit Auslaufen der Konzession wurden die Schiffe an den Hafenbetreiber zurückgegeben.
Nachfolger von Transado wurde die Reederei Atlantic Ferries, die mit Beginn der Konzession im Oktober 2007 zunächst auch zwei der Fährschiffe übernahm. Sie verfügte anfangs lediglich über zwei eigene neue Doppelendfähren, wartete auf zwei weitere bestellte Personenfähren und führte den Betrieb auch mit den zwei von Transado übernommenen Fähren Mira Praia und Rio Azul fort. Diese wurden erst 2009 außer Dienst gestellt, aufgelegt und verfielen zusehends.

## Fährschiffe der Reederei
| Name       | Baujahr | Werft                                                                          | Vermessung Länge   | Dienstzeit | Anmerkungen, Verbleib |
| ---------- | ------- | ------------------------------------------------------------------------------ | ------------------ | ---------- | --- |
| Expresso   | 1972    | Estaleiros Navais do Mondego, Figueira da Foz                                  | 310 BRT 45,0 Meter | ?–2007     | Doppelendfähre für 888 Passagiere, Schwesterschiff der Rapido; nach 2007 aufgelegt. |
| Mar e Sol  | 1971    | Société Nouvelle des Ateliers et Chantiers de La Rochelle-Pallice, La Rochelle | 863 BRT 67,0 Meter | 1992–2007  | Doppelendfähre für 500 Passagiere; 1971 frz. Gabrielle Chobelet; 1992 Mar e Sol; 2007 bei Atlantic Ferries, 2009 ausgemustert und aufgelegt;                                                    |
| Mira Praia | 1969    | Richards Shipbuilders, Lowestoft                                               | 704 BRT 59,8 Meter | 1990–2007  | Doppelendfähre für 800 Passagiere; 1969 brit. Cuthred; 1989 brit. Clemtyne; 1990 Mira Praia, 2007 bei Atlantic Ferries, 2009 ausgemustert und aufgelegt;                                        |
| Mira Troia | 1961    | Philip and Son, Dartmouth                                                      | 293 BRT 50,7 Meter | 1984–1998  | Doppelendfähre für 175 Passagiere; 1961 brit. Camber Queen, 1983 Ankauf, 1998 abgewrackt; |
| Rapido     | 1974    | Estaleiros Navais do Mondego, Figueira da Foz                                  | 310 BRT 45,0 Meter | ?–2007     | Doppelendfähre für 800 Passagiere; Schwesterschiff der Expresso; |
| Recordação | 1962    | Sociedade de Construções e Reparações Navais, Arrentela                        | 211 BRT 25,8 Meter | 1983–2008  | Personenfähre für 518 Passagiere; einer der letzten großen hölzernen Bauten, ab 1961 Fähre von Jerónimo Rodrigues Durãoauf dem Tejo, 1975 verstaatlicht und an Transtejo, ab 1983 bei Transado. |
| Rio Azul   | 1972    | ?                                                                              | 228 BRT 28,3 Meter | ?          | Personenfähre für 727 Passagiere; |